# Brion (Lozère)
Brion ist eine französische Gemeinde mit 86 Einwohnern (Stand: 1. Januar 2022) im Département Lozère in der Region Okzitanien. Sie gehört zum Kanton Peyre en Aubrac im Arrondissement Mende. 

## Lage
Das Gemeindegebiet gehört zum Regionalen Naturpark Aubrac. Zur Gemeindegemarkung im Zentralmassiv gehören neben der Hauptsiedlung auch die Weiler Brion-Vieux, La Chaldette, Le Carroc, Le Fau, Les Levades und Ussels.
Brion grenzt im Nordwesten an Saint-Rémy-de-Chaudes-Aigues, im Norden an Chauchailles, im Nordosten an Saint-Laurent-de-Veyrès, im Osten an La Fage-Montivernoux, im Südosten an Prinsuéjols-Malbouzon mit Malbouzon, im Süden an Nasbinals, im Südwesten an Recoules-d’Aubrac und im Westen an Grandvals.

## Weblinks

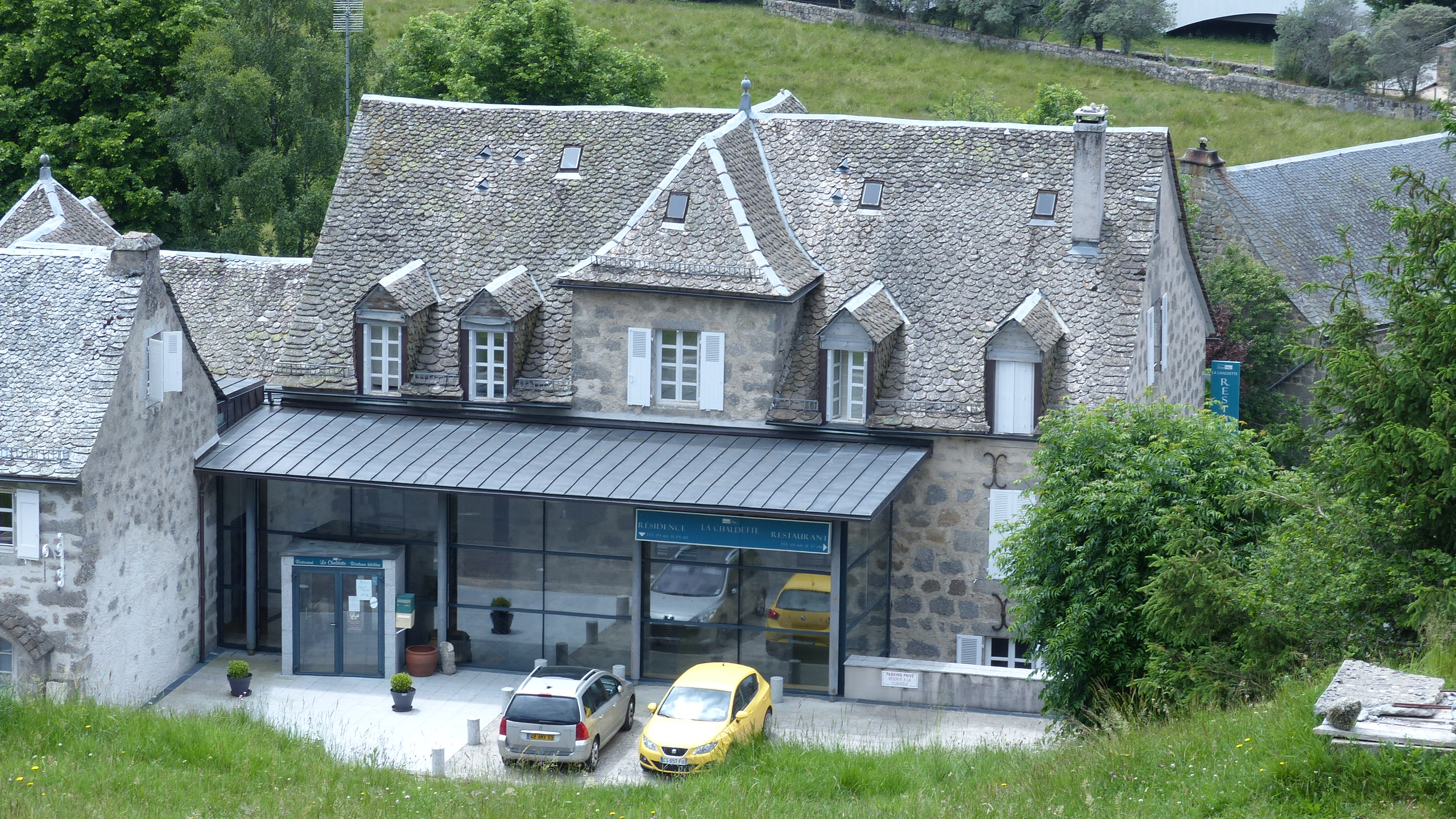
Denkmalgeschütztes Haus in Brion

## Bevölkerungsentwicklung
| Jahr      | 1962 | 1968 | 1975 | 1982 | 1990 | 1999 | 2008 | 2018 |
| --------- | ---- | ---- | ---- | ---- | ---- | ---- | ---- | ---- |
| Einwohner | 200  | 175  | 145  | 143  | 114  | 109  | 97   | 78   |